# 8 mérföld
A 8 mérföld (eredeti cím: 8 Mile) 2002-ben bemutatott amerikai filmdráma, amely az 1990-es évek Detroitját mutatja be. Rendezője Curtis Hanson, főszereplője az amerikai rapper, Eminem. 
Magyarországon 2003. február 20-án mutatták be a mozikban.

## Cselekmény
1995-ben Jimmy Smith (Eminem) Detroit lepusztult 313 körzetében él és egy présüzemben dolgozik. A film elején azonban ennél is mélyebbre bukik, felsül egy fellépésen, ráadásul szakít a barátnőjével, így kénytelen hazaköltözni alkoholista anyjához, aki egy rozoga lakókocsiban lakik kislányával és új pasijával, aki annak idején Jimmy évfolyamtársa volt. Haverjaival együtt Nyúl kissé ügyefogyott csapatot alkot. Egyetlen szórakozása, hogy a helyi klubban néha megméreti magát a rap-versenyeken, a „freestyle” műfajban. Régi álma, hogy saját demót csináljon.

## Szereplők
| Szerep             | Színész            | Magyar hang         |
| ------------------ | ------------------ | ------------------- |
| Jimmy Smith (nyúl) | Eminem             | Csőre Gábor         |
| Alex               | Brittany Murphy    | Majsai-Nyilas Tünde |
| Stephanie Smith    | Kim Basinger       | Tóth Enikő          |
| Clarence Papa Doc  | Anthony Mackie     | Simonyi Balázs      |
| Jövő (dög)         | Mekhi Phifer       | Galambos Péter      |
| Sajtos Bob         | Evan Jones         | Barát Attila        |
| Sol George         | Omar Benson Miller | Ifj. Jászai László  |
| Greg Buehl         | Michael Shannon    | Laklóth Aladár      |
| Wink               | Eugene Byrd        | Fekete Zoltán       |
| Janeane            | Taryn Manning      | Csondor Kata        |